# Porsche 928
O Porsche 928 é um grã-turismo produzido pela Porsche desde 1977 a 1995. O 928 foi o primeiro carro de produção da Porsche com motor V8 e até hoje é o único cupê da empresa com um V8 montado na frente. Era equipado com motores de 4.5 L, 4.7 L, 5.0 L e 5.4 L, com potência até 345 HP. Sua carroçaria de 2+2 lugares tinha formas que lembravam um tubarão. Foi sugerido na época do seu lançamento que o modelo poderia ser o substituto do Porsche 911, o que acabou não acontecendo, apesar do 928 ter sido o modelo mais caro da marca durante os anos em que foi produzido. Foram fabricadas um total de 61056 unidades do 928.
Em 1978 foi o primeiro automóvel esportivo a vencer o prêmio de Carro do ano.